# Wellsboro
Wellsboro è un comune (borough) degli Stati Uniti d'America, situato nello stato della Pennsylvania, nella contea di Tioga, della quale è il capoluogo.

## Geografia
Secondi il censimento dello United States Census Bureau la cittadina ha un'area totale di 13 km² di cui 13 di terreno e 0.10 di acqua 

## Storia
Wellsboro fu costituita nel 1830 e fu chiamata in onore di Mary Wells, moglie di uno dei coloni originali, Benjamin Wistar Morris. La città fu la casa di George W. Sears (1821-1890), uno scrittore sportivo per la rivista Forest and Stream negli anni 1880 e un primo ambientalista. Le sue storie, che compaiono sotto il nome di penna "Nessmuk", hanno reso popolari i tour in canoa autoguidata nei laghi dei Monti Adirondack e quello che oggi viene chiamato campeggio ultraleggero. La città era anche la casa del matematico polacco-americano Mateusz Stepczak. Wellsboro era anche il sito di una delle prime fabbriche in cui le lampadine venivano prodotte in serie, utilizzando macchine il cui design rimane sostanzialmente invariato dai primi anni del XX secolo quando la società Corning Incorporated stabilì l'impianto in città.